# Марк Янко
Марк Янко (на немски: Marc Janko) е автрийски футболист, нападател. От 2018 г. играе за швейцарския ФК Лугано. Има 70 мача и 28 отбелязани гола за националния отбор на Австрия.
Син е на бившата състезателка по хвърляне на копие Ева Янко.

## Клубна кариера
Започва кариерата си в Адмира Вакер, където през сезон 2004/05 записва 13 мача и вкарва 2 гола. През 2005 г. става част от Ред Бул Залцбург, като в първия си сезон вкарва 11 гола за 18 мача и става един от най-важните играчи за тима. Следващите два сезона обаче са трудни за Янко, като той записва едва 22 срещи, а изявите му са ограничени от контузии. През сезон 2008/09 започва с 5 гола в първите си 2 мача. На полусезона чупи рекорда на Тони Полстер за най-много вкарани голове за полусезон в Австрийската Бундеслига с 30 гола в едва 20 двубоя. В края на сезона Янко завършва с 39 гола – най-много за сезона във всички европейски първенсва, а Ред Бул става шампион на страната. Въпреки интереса на много отбори, той преподписва с Ред Бул и извежда тима до още една титла и 1/16-финал в Лига Европа.
През 2010 г. става част от холандския Твенте за 7 млн. евро. Още в първия си сезон печели Купата и Суперкупата на Холандия, а в шампионата вкарва 14 гола в 29 срещи. След силни мачове за Твенте в началото на 2012 г. става част от португалския Порто. В Порто не успява да се наложи и макар че печели титлата на Португалия, още през лятото напуска тима и подписва с Трабзонспор. В Турция нападателят не успява да намери себе си и формата му значително се влошава. След разочароващи два сезона и само два вкарани гола е освободен.
През 2014 г. преминава във ФК Сидни със свободен трансфер. Австриецът става голмайстор на А-лигата с 16 попадения, а през февруари 2015 г. е избран за футболист на месеца в лигата. През 2015 г. е включен в тима на десетилетието на Сидни. Въпреки че в Австралия е сред водещите футболисти, Янко напуска тима в края на сезона, за да може да съчетава клубните си мачове с тези в националния отбор.
От 2015 до 2017 г. е част от тима на Базел, като печели 2 шампионски титли на Швейцария. През 2017 г. подпива с чешкия Спарта Прага, но се задържа там само половин сезон.

## Национален отбор
Дебютира за националния отбор на Австрия през май 2006 г. в контрола с Хърватия. Участва с тима на Евро 2016.

## Успехи

### Клубни
- Австрийска Бундеслига – 2006 – 07, 2008 – 09, 2009 – 10
- Купа на Холандия – 2010 – 11
- Суперкупа на Холандия – 2010 – 11
- Примейра лига – 2011 – 12
- Швейцарска Суперлига – 2015 – 16, 2016 – 17
- Купа на Швейцария – 2016 – 17

### Индивидуални
- Голмайстор на австрийската Бундеслига – 2008/09
- Голмайстор на австралийската А-лига – 2014/15
- Футболист на месеца в Австралия – февруари 2015
- В отбора на сезона на А-лигата – 2014/15